# Wang Cong
Wang Cong (chiń. 王聪; pinyin Wáng Cōng; ur. 15 maja 1992 w Dalianie) – chińska bokserka oraz zawodniczka sandy i MMA. Wicemistrzyni świata w boksie oraz złota medalistka igrzysk azjatyckich w sandzie. Od 2024 roku zawodniczka organizacji UFC.

## Kariera
W wieku 16 lat zmieniła koszykówkę na sandę. Po wielu sukcesach na narodowych zawodach została dołączona do kadry Chińskiej Republiki Ludowej. W listopadzie 2013 roku została po raz pierwszy mistrzynią świata, a następnego roku zdobyła złoty medal igrzysk azjatyckich w Inczonie w kategorii do 60 kg. W kolejnych latach osiągała kolejne sukcesy. Z powodu chęci wystąpienia na igrzyskach olimpijskich w 2019 roku postanowiła przejść na boks.
W 2019 roku podczas mistrzostw świata w Ułan Ude zdobyła srebrny medal w kategorii do 60 kg. Po pokonaniu kolejno Szwedki Agnes Alexiusson, Tajwanki Wu Shih-yi, Mongolki Namuun Monchor i Finki Miry Potkonen przegrała w finale z Brazylijką Beatriz Ferreirą.

## Lista zawodowych walk

### MMA
| Wynik     | Bilans | Przeciwnik (bilans przed walką) | Rozstrzygnięcie                                    | Runda | Czas | Rozgrywki                               | Data       | Miejsce   | Uwagi                                                        |
| --------- | ------ | ------------------------------- | -------------------------------------------------- | ----- | ---- | --------------------------------------- | ---------- | --------- | ------------------------------------------------------------ |
| Wygrana   | 8-1    | Ariane da Silva (17-10)         | Decyzja (jednogłośna)                              | 3     | 5:00 | UFC 316                                 | 07.06.2025 | Newark    | Limit umowny -59,9 kg. Lipski przkroczyła limit wagi muszej. |
| Wygrana   | 7-1    | Bruna Brasil (10-4-1)           | Decyzja (jednogłośna)                              | 3     | 5:00 | UFC 312                                 | 08.02.2025 | Sydney    |                                                              |
| Przegrana | 6-1    | Gabriella Fernandes (9-3)       | Poddanie (duszenie zza pleców)                     | 2     | 3:49 | UFC Fight Night: Yan vs. Figueiredo     | 23.11.2024 | Makau     |                                                              |
| Wygrana   | 6-0    | Victoria Leonardo (9-5)         | KO (prawy cross)                                   | 1     | 1:02 | UFC Fight Night: Cannonier vs. Borralho | 24.08.2024 | Las Vegas | Debiut w UFC.                                                |
| Wygrana   | 5-0    | Paula Luna (5-2)                | Poddanie (duszenie gilotynowe)                     | 1     | 3:04 | Road to UFC Season 3: Episode 2         | 18.05.2024 | Szanghaj  | Pojedynek o kontrakt z UFC.                                  |
| Wygrana   | 4-0    | Yanan Wu (13-6)                 | Decyzja (jednogłośna)                              | 3     | 5:00 | Kunlun Fight 95                         | 20.01.2024 | Bangkok   |                                                              |
| Wygrana   | 3-0    | Amena Hadaya (3-1)              | Decyzja (jednogłośna)                              | 3     | 5:00 | UAE Warriors 45                         | 17.10.2023 | Abu Zabi  | Debiut w wadze muszej.                                       |
| Wygrana   | 2-0    | Tae Murayama (3-3)              | TKO (wysokie kopnięcie na głowę i ciosy pięściami) | 1     | 1:53 | Dragon Fighting Championship            | 22.07.2023 | Daye      | Limit umowny -58,8 kg.                                       |
| Wygrana   | 1-0    | Hongfeng Ji (1-1)               | Poddanie (duszenie zza pleców)                     | 2     | N/A  | Wu Lin Feng x Huya Kung Fu Carnival 6   | 09.07.2022 | Zhengzhou | Limit umowny -59,8 kg.                                       |